# Sumorovac
Sumorovac (en serbe cyrillique : Суморовац) est un village de Serbie situé dans la municipalité de Knić, district de Šumadija. Au recensement de 2011, il comptait 106 habitants.

## Démographie
| 1948 | 1953 | 1961 | 1971 | 1981 | 1991 | 2002 | 2011 |
| ---- | ---- | ---- | ---- | ---- | ---- | ---- | ---- |
| 242  | 224  | 228  | 211  | 182  | 176  | 133  | 106  |

|  |